# Peter Schwerdtner
Peter Schwerdtner (* 15. Dezember 1938 in Heidenheim an der Brenz; † 15. August 2006) war ein deutscher Rechtswissenschaftler.

## Leben
Schwerdtner studierte Rechtswissenschaft an den Universitäten Genf, München und Tübingen. In Tübingen promovierte er 1966; seine Habilitation erfolgte 1972 an der Universität Bochum. Seitdem war er an der Universität Bielefeld als Universitätsprofessor tätig; er hatte dort den Lehrstuhl für Bürgerliches Recht, Arbeits- und Handelsrecht und Rechtstheorie inne. Er lehrte bis zur Emeritierung dreißig Jahre in Bielefeld. Zudem war er seit 1973 im Nebenamt Richter am Oberlandesgericht Hamm. 2004 trat er in den Ruhestand. Schwerdtner war zudem langjähriger Referent bei den Fachanwaltskursen Arbeitsrecht des Deutschen Anwaltsinstituts.
Schwerdtner war verheiratet.

## Schriften (Auswahl)
- Das Persönlichkeitsrecht in der deutschen Zivilrechtsordnung. Offene Probleme einer juristischen Entdeckung. Schweitzer, Berlin 1977, ISBN 978-3-8059-0449-0 (Nachdruck: De Gruyter, Berlin & Boston 2020, ISBN 978-3-11-232789-0).
- Kündigung und Kündigungsschutz in der betrieblichen Praxis. Allgemeine Wirksamkeitsvoraussetzungen der Kündigung. 2., neubearb. Auflage, Kommunikationsforum Recht, Wirtschaft, Steuern Tagungs- u. Verl.-Ges., Köln 1983, ISBN 978-3-8145-9114-8.
- mit Werner Brill: Aktuelle Rechtsfragen zum Weiterbeschäftigungsanspruch gekündigter Arbeitnehmer. Kommunikationsforum Recht, Wirtschaft, Steuern, Tagungs- u. Verl.-Ges., Köln 1986.
- Maklerrecht. 4., völlig neubearb. Aufl., Beck, München 1999, ISBN 978-3-406-35834-0.